# Stipagrostis vexillifeta
Stipagrostis vexillifeta är en gräsart som beskrevs av Lars Erik Kers. Stipagrostis vexillifeta ingår i släktet Stipagrostis och familjen gräs. Inga underarter finns listade i Catalogue of Life.